# Taiyubius angelus
Taiyubius angelus är en mångfotingart som först beskrevs av Chamberlin 1903.  Taiyubius angelus ingår i släktet Taiyubius och familjen stenkrypare.

## Underarter
Arten delas in i följande underarter:
- T. a. angelus
- T. a. satanus